# Saint-Genest-de-Beauzon
Saint-Genest-de-Beauzon ist eine französische Gemeinde mit 335 Einwohnern (Stand 1. Januar 2022), die im Département Ardèche und in der Region Auvergne-Rhône-Alpes liegt. Sie gehört zum Arrondissement Largentière und zum Kanton Les Cévennes Ardéchoises.

## Geographie
Die Gemeinde liegt westlich des breiten Tals der Beaume. Sie ist Teil des Regionalen Naturparks Monts d’Ardèche. Nördlich schließt sich eine Gebirgskette an. An der östlichen Gemeindegrenze verläuft der Fluss Salindres.

## Bevölkerungsentwicklung
| Jahr                       | 1962 | 1968 | 1975 | 1982 | 1990 | 1999 | 2006 | 2016 |
| -------------------------- | ---- | ---- | ---- | ---- | ---- | ---- | ---- | ---- |
| Einwohner                  | 217  | 225  | 191  | 197  | 201  | 222  | 234  | 316  |
| Quellen: Cassini und INSEE |      |      |      |      |      |      |      |      |